# Pouteria campechiana

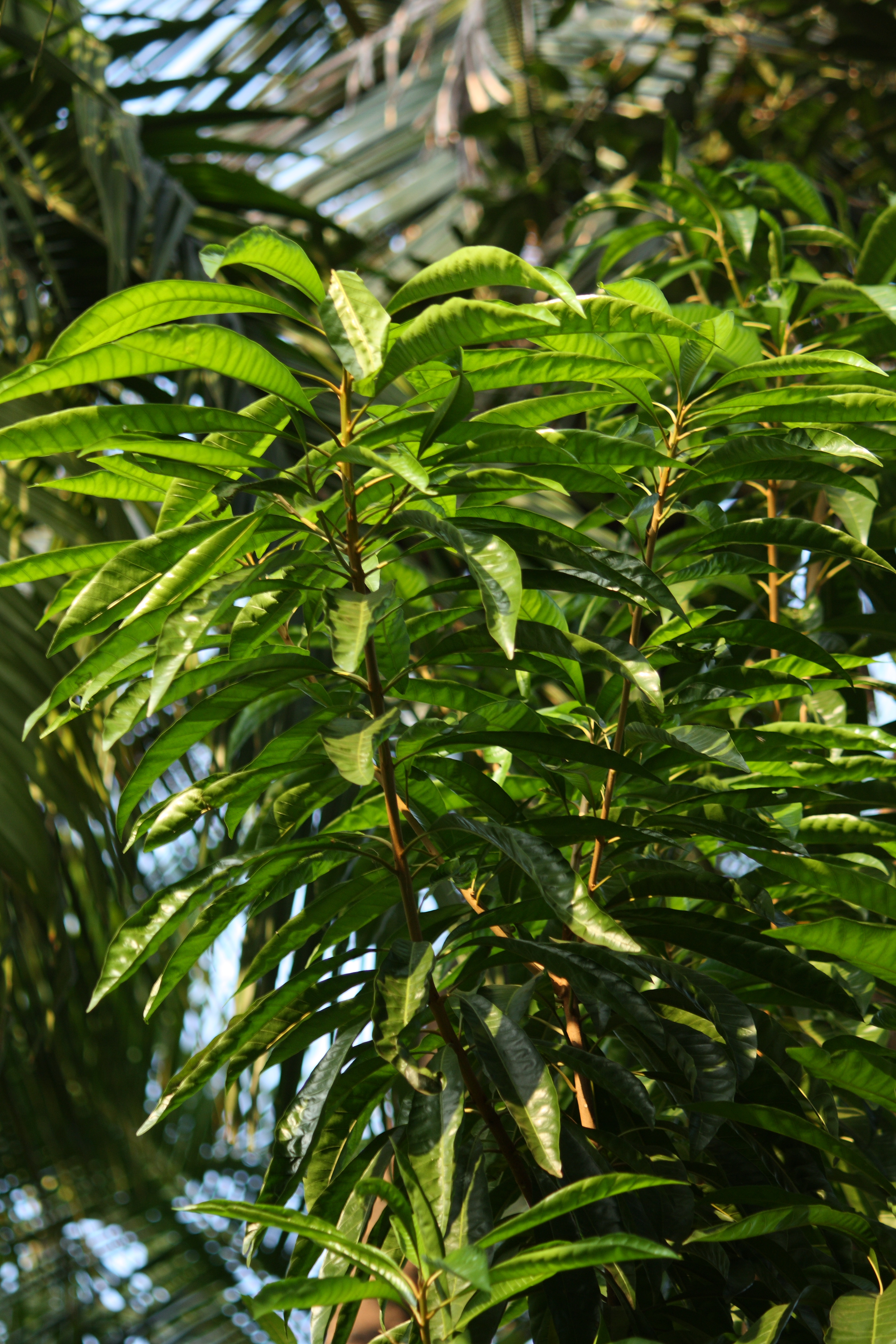
Vista de la planta

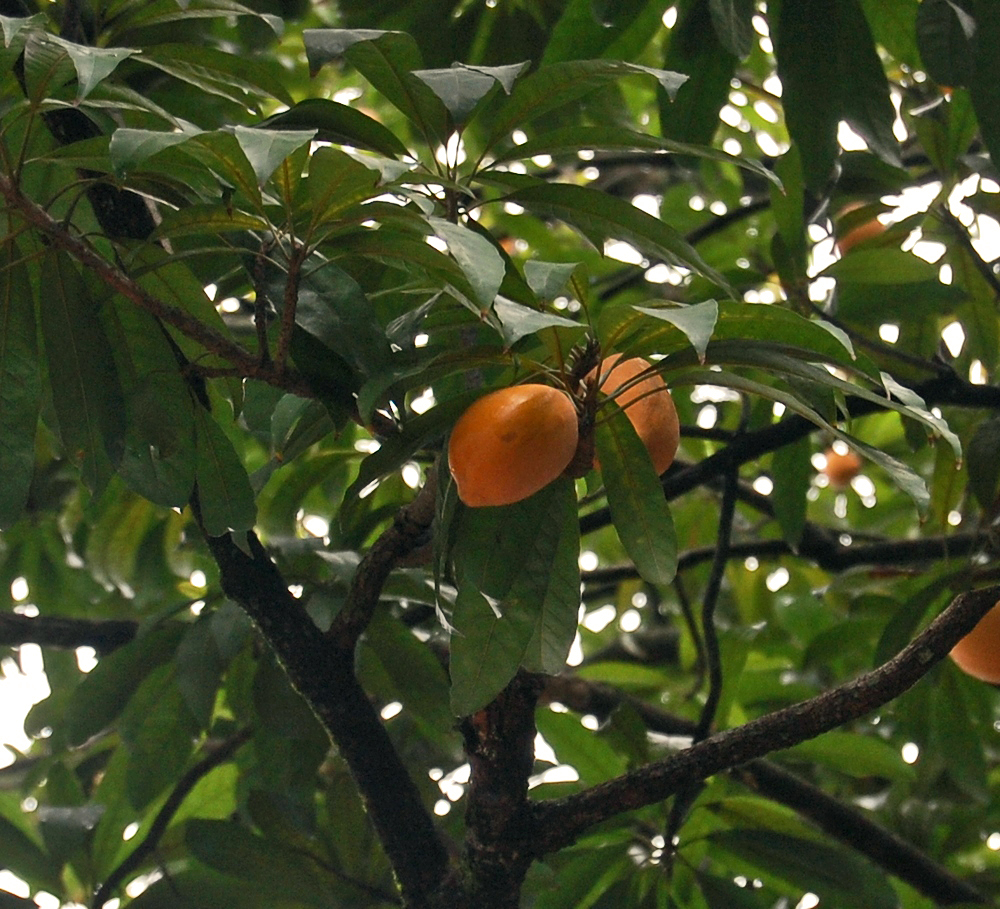
Frutos

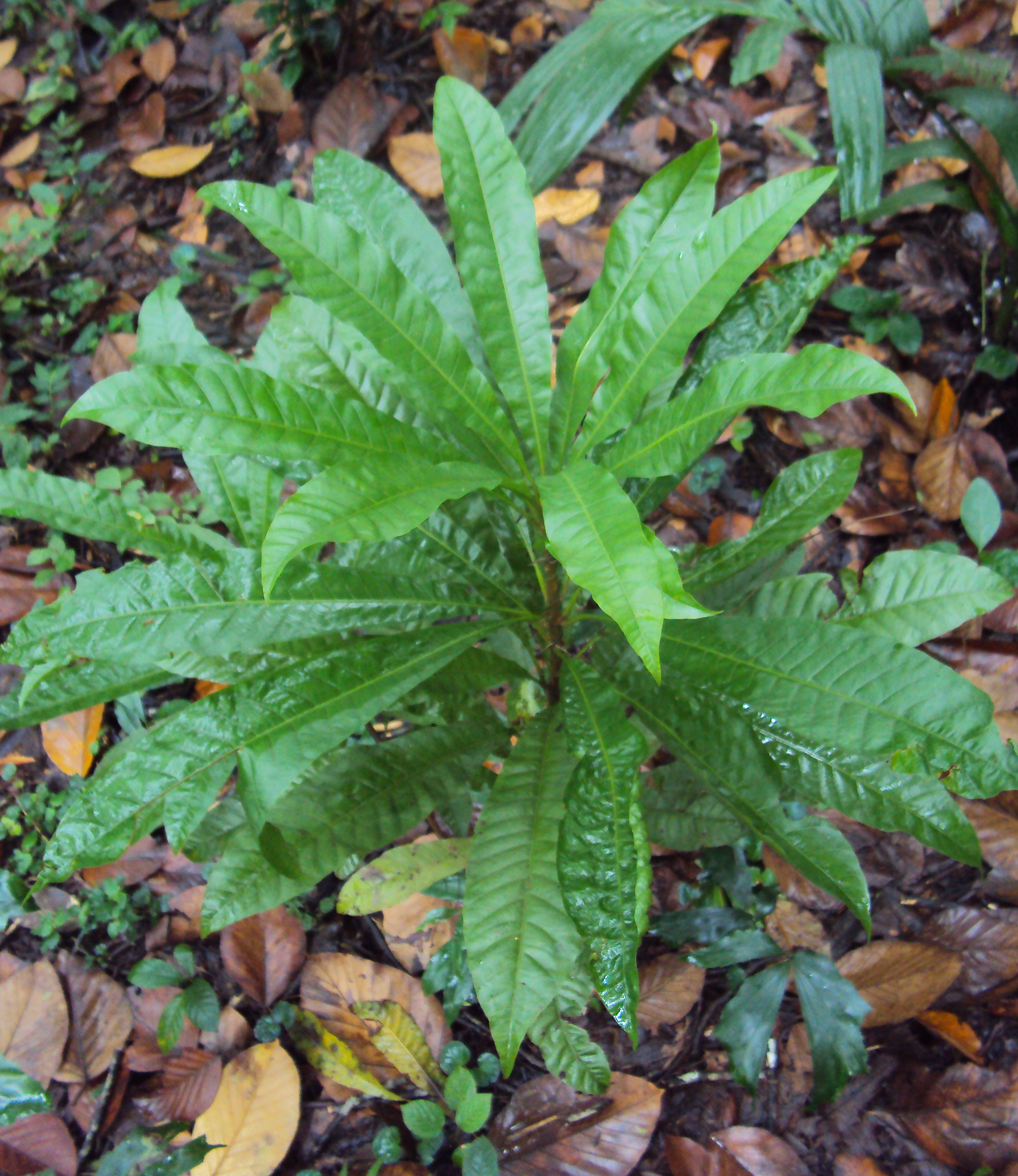
Planta joven

Pouteria campechiana, llamado popularmente canistel, mante, zapote amarillo o borracho, es un árbol perennifolio originario de Mesoamérica y cultivado desde México  hasta Brasil. Su nombre binomial deriva de la ciudad mexicana de Campeche, donde es nativa. Erróneamente a veces se la refiere como Lucuma campechiana. Pouteria campechiana fue descrita por Charles Baehni y publicado en Candollea 9: 398. 1942.

## Descripción
Son árboles perennifolios que pueden alcanzar una altura de 25 m, y un diámetro a la altura del pecho de 95 cm con ramas jóvenes aplicado-puberulentas a diminutamente seríceas, pronto glabrescentes; plantas hermafroditas. El tronco es recto con ramas delgadas. La corteza es finamente fisurada, de color grisácea. Hojas simples, lisas, alternas, agrupadas en los extremos de las ramas, de forma elíptica y ápice agudo. Inflorescencias abajo de las hojas. Una a tres flores por fascículo, de color blanco verdoso, perfumadas, pedicelo 9-15 mm de largo; sépalos 5 o 6, en 1 verticilo. Fruto ovoide o elipsoide, cáscara delgada y lisa, de color amarillo, anaranjado, café, o verde obscuro; la pulpa es amarilla y aromática. Semillas de tres a cinco, ovaladas o elipsoides, de color negro o café brillante, testa lisa y brillante, cicatriz sobresaliente en toda la longitud de la semilla.

## Distribución y hábitat
Originario de México, Belice, Guatemala y El Salvador, aunque algunos autores indican que su distribución natural se extiende hasta Panamá. En México se distribuye en los estados de Campeche, Morelos, Michoacán, Oaxaca, Puebla, Quintana Roo, San Luis Potosí, Veracruz y Yucatán. Ha sido plantada a lo largo de su zona de origen desde tiempos antiguos, introducida y plantada en Florida, Cuba, donde es muy popular, Puerto Rico, Jamaica, Bahamas, Paraguay y algunos otros países de América del Sur, así como en Filipinas y Malasia. Además de los países mencionados, ha sido introducida a estaciones experimentales de Honduras, Colombia, Venezuela, Hawái, África del Este e Islas Canarias.
Crece principalmente en zonas secas, con precipitaciones de 900 a 1800 mm, desde el nivel del mar hasta los 1500 m de altitud, en climas tropicales y subtropicales sin heladas, con temperaturas medias de 26 °C, mínimas de 14.9 °C y máximas de 36.7 °C. Prospera en suelos arcillosos, arenosos o rocosos, derivados de material calizo, material ígneo o granito, ácidos o calizos, profundos o superficiales, con buen drenaje. Se caracteriza por crecer en suelos que son demasiado pobres y superficiales para otras especies de frutales. Resiste bien la sequía y necesita solamente una humedad moderada. La regeneración natural en el bosque es buena, por lo cual en algunos sitios se encuentra una gran cantidad de individuos jóvenes. En México se le encuentra asociado con especies de Astronium, Brosimum, Couepia, Sideroxylon, Tabebuia y Ficus.

## Estado de Conservación
Especie distribuida ampliamente en su zona de origen de forma silvestre, sin embargo, y debido a la gran variedad de usos que tiene esta especie se han establecido de forma local pequeños huertos bajo un manejo. No es una especie en peligro de extinción.

## Cultivo
El canistel es a veces erróneamente registrado como originario del norte de América del Sur donde especies relacionadas o similares son indígenas. Al parecer, se da silvestre sólo en el sur de México (incluyendo Yucatán), Belice, Guatemala y El Salvador. Se cultiva en estos países y en Costa Rica (donde nunca se ha encontrado silvestre), Nicaragua y Panamá, Puerto Rico, Jamaica, Cuba (donde es más popular y comercializado en Pinar del Río), las Bahamas, el sur de Florida y los Cayos de la Florida. Algunos autores han informado que el canistel se ha naturalizado en los Cayos de Florida, en las Bahamas y Cuba, pero los especímenes que aparecen creciendo en la naturaleza son probablemente en los sitios de antiguos caseríos. Oris Russell, que ha explorado cientos de hectáreas de monte bajo en las Bahamas, nunca ha visto un canistel o su pariente cercano, P. domingensis Baehni, en estado salvaje. Él dice que las plantaciones abandonadas pueden ser completamente cubiertas por monte bajo en 3 a 4 años. Además, es posible que una planta pueda surgir de la semilla de una fruta llevada al bosque por un animal o arrojada por un humano. Los árboles de canistel crecen a veces espontáneamente de esta manera en el sur de Florida, sobre todo si las semillas caen en una cobertura que ofrece un sitio húmedo, sombrío y la protección física.
El Canistel está incluido en las colecciones experimentales en Venezuela. Se propaga con mayor dispersión cuando se comienza a cultivar en Cumaná, estado Sucre, en una granja de los señores Esteban Bloomstein y Robert Albert, quienes en 2015 envían frutos a Héctor F. Aguilar Dir. del CIRES en Mérida y comienza a propagarse en cultivos del CIRES, le donan plántulas a INDERURAL, a la Escuela Técnica Agropecuaria «El Señor de la Buena Esperanza» ubicada en San Jacinto. Se envían 4 semillas a Caño Carbón en el Sur del Lago de Maracaibo; desde el CIRES se envían plántulas a la Estación Experimental de la UCV en el Junquito en el estado Miranda. Ya el cultivo en la ciudad de Mérida en casa de Rafael Aguilar donde esta la sede del CIRES, se están dando frutos de Canistel, ya comienzan a madurar, a 1.640 msnm superando la altitud conocida, y temperaturas Mínima 16 °C y Máxima y 60 °C, al sol aumenta algo más la temperatura, es el primer registro de frutos de Canistel en el occidente del país, en la Cordillera de Los Andes en Venezuela, para el estado Mérida y Mérida ciudad. Es parte del Programa de Domesticación de Especies del CIRES.

## Usos
Crece hasta 10 m de altura, y produce frutos anaranjado-amarillentos, de 7 cm de longitud, comestibles. Su carne es dulce, con una textura frecuentemente comparada con una yema de huevo cocida, por lo que coloquialmente se la llama «fruto huevo». Está estrechamente relacionado con Pouteria sapota y con Pouteria caimito.
La fruta tiene vitaminas y minerales, como las vitamina A y B. Y también pequeña cantidad de calorías.
Se puede comer como fruto fresco. Con la fruta madura se hacen mermeladas, crepes, y harina. La carne madura se mezcla con la leche y otros ingredientes para hacer un batido y puré que a veces se añade a las natillas o se utiliza en la fabricación de helados.
La madera del árbol se utiliza ocasionalmente en la construcción, donde está disponible, especialmente en tablones o vigas. En su área de distribución natural, ha sido una fuente de látex utilizado para adulterar chicle.